# Luchthaven Kristiansund Kvernberget
Luchthaven Kristiansund Kvernberget (IATA: KSU, ICAO: ENKB) is een luchthaven die dicht bij Kristiansund, Møre og Romsdal in Westelijk Noorwegen is gevestigd. In 2007 had de luchthaven ongeveer 360.000 passagiers. De luchthaven werd geopend in 1970.
De luchthaven dient ook als helihaven voor zeehelikoptervluchten van en naar boorplatforms in de Noordzee. De Canadese maatschappij CHC Helicopter Service werkt met een basis bij de luchthaven. Voorts zijn er lijnvluchten naar Oslo, Bergen, Trondheim, Haugesund en Kristiansand van Luchthaven Kristiansund.